# 32. Międzynarodowy Festiwal Filmowy w Berlinie
32. Międzynarodowy Festiwal Filmowy w Berlinie odbył się w dniach 12-23 lutego 1982 roku. W konkursie głównym zaprezentowano 21 filmów pochodzących z 17 różnych krajów.
Jury pod przewodnictwem amerykańskiej aktorki Joan Fontaine przyznało nagrodę główną festiwalu, Złotego Niedźwiedzia, niemieckiemu filmowi Tęsknota Veroniki Voss w reżyserii Rainera Wernera Fassbindera. Drugą nagrodę w konkursie głównym, Srebrnego Niedźwiedzia − Nagrodę Specjalną Jury, przyznano polskiemu filmowi Dreszcze w reżyserii Wojciecha Marczewskiego.

## Przebieg festiwalu
Zeszłoroczny konflikt dyrektora festiwalu Moritza de Hadelna z niemieckimi filmowcami odszedł niemal w zapomnienie po tym, jak w programie imprezy znalazło się miejsce dla prawie 90 niemieckich filmów, z których 5 startowało w konkursie głównym. Złoty Niedźwiedź dla Rainera Wernera Fassbindera sprawił, że docenione zostało i niemieckie kino, i sam wybitny reżyser, którego wcześniej pomijano w werdyktach jury przy okazji filmów Opowieść o Effi Briest (1974) i Małżeństwo Marii Braun (1978).
De Hadeln nie całkowicie uniknął jednak krytyki, gdyż okazało się, że odrzucił propozycję zaprezentowania na festiwalu amerykańskiego filmu Na drugą stronę w reżyserii Delberta Manna. Obraz ten, opowiadający prawdziwą historię ucieczki balonem z Niemiec Wschodnich w 1979, był przedmiotem ostrego sporu pomiędzy NRD a RFN. Gdy de Hadeln film odrzucił, powołując się na względy artystyczne i polityczne, wzbudził tym oburzenie w konserwatywnie nastawionej prasie zachodnioniemieckiej, oskarżającej go o "tchórzostwo wobec wroga". Ostatecznie film pokazano poza festiwalem i to w czasie ceremonii otwarcia Berlinale, ale oceniono go surowo jako tandetną propagandę.
W programie festiwalu pojawiła się nowa sekcja, założona przez Manfreda Salzgebera i Wielanda Specka, koncentrująca się zarówno na walorach społecznych, jak i estetycznych prezentowanych filmów (w 1986 uzyska ona ostatecznie nazwę Panorama). W tegorocznej edycji nacisk położono na kino azjatyckie (Korea Południowa, Hongkong, Chiny). Pokazano m.in. film Mandala Koreańczyka Im Kwon-taeka.
Pierwszego w historii festiwalu Honorowego Złotego Niedźwiedzia za całokształt twórczości odebrał amerykański aktor James Stewart. Był on jedną z wielu gwiazd obecnych na Berlinale. Inną była przewodnicząca jury Joan Fontaine, która zagrała w Rebece (1940) Alfreda Hitchcocka, filmie otwierającym festiwal berliński w 1951. Poza Stewartem i Fontaine na festiwalu obecni byli również m.in. Lino Ventura, Jeanne Moreau, Claudia Cardinale, Franco Nero, Sally Field, Michel Piccoli i Ingrid Thulin.
W ramach festiwalu odbyła się retrospektywa pt. Insurrection of Emotions, poświęcona twórczości niemieckiego reżysera Curtisa Bernhardta, który - po dojściu Hitlera do władzy - udał się na emigrację i kontynuował swoją karierę w Hollywood. Zaprezentowano także retrospektywę filmów dla dzieci powstałych w wytwórni DEFA w NRD, która stanowiła część sekcji Kinderfilmfest.

## Członkowie jury

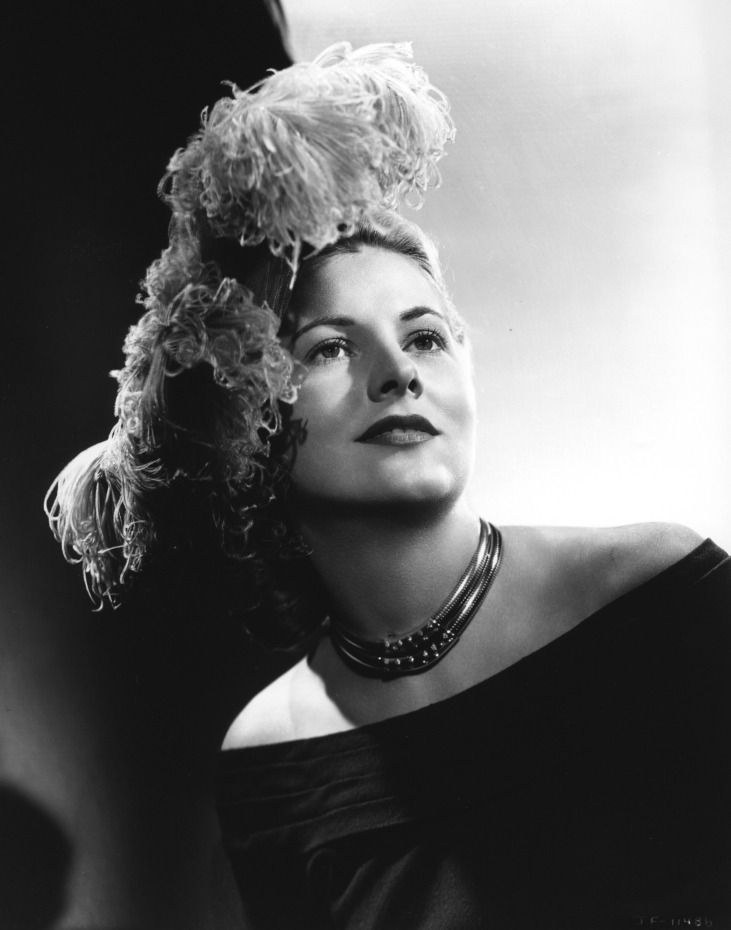
Przewodnicząca jury konkursu głównego Joan Fontaine.

### Konkurs główny
- Joan Fontaine, amerykańska aktorka − przewodnicząca jury[5]
- Władimir Baskakow, radziecki filmoznawca
- Brigitte Fossey, francuska aktorka
- Joe Hembus, niemiecki krytyk filmowy
- László Lugossy, węgierski reżyser
- Gian Luigi Rondi, włoski krytyk filmowy
- Helma Sanders-Brahms, niemiecka reżyserka
- Mrinal Sen, indyjski reżyser
- David Stratton, australijski krytyk filmowy i założyciel FF w Sydney

## Selekcja oficjalna

### Konkurs główny
Następujące filmy zostały wyselekcjonowane do udziału w konkursie głównym o Złotego Niedźwiedzia i Srebrne Niedźwiedzie:
| Tytuł polski                | Tytuł oryginalny                                                           | Reżyseria                | Kraj produkcji    |
| --------------------------- | -------------------------------------------------------------------------- | ------------------------ | ----------------- |
| Bez złych intencji          | Absence of Malice                                                          | Sydney Pollack           | Stany Zjednoczone |
| L’amour des femmes          | L’amour des femmes                                                         | Michel Soutter           | Szwajcaria        |
| Beyroutou el lika           | شرم يكا Beyroutou el lika                                                  | Borhane Alaouié          | Liban             |
| Roczne poręczenie           | Bürgschaft für ein Jahr                                                    | Herrmann Zschoche        | NRD               |
| Dreszcze                    | Dreszcze                                                                   | Wojciech Marczewski      | Polska            |
| Eine deutsche Revolution    | Eine deutsche Revolution                                                   | Helmut Herbst            | RFN               |
| Prostoduszny morderca       | Den enfaldige mördaren                                                     | Hans Alfredson           | Szwecja           |
| Dziwna sprawa               | Une étrange affaire                                                        | Pierre Granier-Deferre   | Francja           |
| Dziewczyna o rudych włosach | Het meisje met het rode haar                                               | Ben Verbong              | Holandia          |
| The Killing of Angel Street | The Killing of Angel Street                                                | Donald Crombie           | Australia         |
| Kraftprobe                  | Kraftprobe                                                                 | Heidi Genée              | RFN               |
| Markiz Grillo               | Il marchese del Grillo                                                     | Mario Monicelli          | Włochy            |
| Mężczyźni                   | Мужики! Mużyki!                                                            | Iskra Babicz             | ZSRR              |
| Morderstwo z premedytacją   | 日本の熱い日々 謀殺・下山事件 Nihon no atsui hibi bôsatsu: Shimoyama jiken | Kei Kumai                | Japonia           |
| Requiem                     | Requiem                                                                    | Zoltán Fábri             | Węgry             |
| Romanze mit Amelie          | Romanze mit Amelie                                                         | Ulrich Thein             | NRD               |
| Farewell to the Land        | さらば愛しき大地 Saraba itoshiki daichi                                    | Mitsuo Yanagimachi       | Japonia           |
| Tęsknota Veroniki Voss      | Die Sehnsucht der Veronika Voss                                            | Rainer Werner Fassbinder | RFN               |
| Repeat Dive                 | צלילה חוזרת Tzlila Chozeret                                                | Shimon Dotan             | Izrael            |
| Zajęcie nie dla kobiety     | An Unsuitable Job for a Woman                                              | Chris Petit              | Wielka Brytania   |
| Xiang qing                  | 乡情 Xiang qing                                                            | Hu Bingliu i Wang Jin    | Chiny             |

### Pokazy pozakonkursowe
Następujące filmy zostały wyświetlone na festiwalu w ramach pokazów pozakonkursowych:
| Tytuł polski                             | Tytuł oryginalny                         | Reżyseria              | Kraj produkcji    |
| ---------------------------------------- | ---------------------------------------- | ---------------------- | ----------------- |
| Motyl                                    | Butterfly                                | Matt Cimber            | Stany Zjednoczone |
| Czystka                                  | Coup de torchon                          | Bertrand Tavernier     | Francja           |
| Słodkie godziny                          | Dulces horas                             | Carlos Saura           | Hiszpania         |
| Feine Gesellschaft - beschränkte Haftung | Feine Gesellschaft - beschränkte Haftung | Ottokar Runze          | RFN               |
| Großstadtzigeuner                        | Großstadtzigeuner                        | Irmgard von zur Mühlen | RFN               |
| Liebeskonzil                             | Liebeskonzil                             | Werner Schroeter       | RFN               |
| Tysiąc miliardów dolarów                 | Mille milliards de dollars               | Henri Verneuil         | Francja           |
| W końcu czyje to życie?                  | Whose Life Is It Anyway?                 | John Badham            | Stany Zjednoczone |

## Laureaci nagród

### Konkurs główny
Złoty Niedźwiedź
- Tęsknota Veroniki Voss, reż. Rainer Werner Fassbinder

Srebrny Niedźwiedź − Nagroda Specjalna Jury
- Dreszcze, reż. Wojciech Marczewski

Srebrny Niedźwiedź dla najlepszego reżysera
- Mario Monicelli − Markiz Grillo

Srebrny Niedźwiedź dla najlepszej aktorki
- Katrin Saß − Roczne poręczenie

Srebrny Niedźwiedź dla najlepszego aktora
- Michel Piccoli − Dziwna sprawa
- Stellan Skarsgård − Prostoduszny morderca

Srebrny Niedźwiedź za wybitne osiągnięcie artystyczne
- Zoltán Fábri − Requiem

Wyróżnienie honorowe
- Bez złych intencji, reż. Sydney Pollack
- The Killing of Angel Street, reż. Donald Crombie
- Mężczyźni, reż. Iskra Babicz

### Konkurs filmów krótkometrażowych
Złoty Niedźwiedź dla najlepszego filmu krótkometrażowego
- Lalka, najlepszy przyjaciel człowieka, reż. Ivan Renč

### Pozostałe nagrody
Nagroda FIPRESCI
- Dreszcze, reż. Wojciech Marczewski

Honorowy Złoty Niedźwiedź za całokształt twórczości
- James Stewart

## Polonica
W konkursie głównym kinematografię polską reprezentował film Dreszcze w reżyserii Wojciecha Marczewskiego. Ten przenikliwy portret czasów stalinizmu cieszył się dużym uznaniem i ostatecznie zdobył cztery nagrody: Srebrnego Niedźwiedzia − Nagrodę Specjalną Jury (drugą nagrodę konkursu głównego), Nagrodę FIPRESCI (przyznawaną przez krytyków filmowych), Nagrodę CICAE (przyznawaną przez Międzynarodowe Zrzeszenie Kin Artystycznych) oraz Nagrodę Interfilm - Wyróżnienie Specjalne.